# メドウコート
メドウコート（Meadow Court、1962年 - 1982年）は、アイルランドの競走馬・種牡馬である。ダービーステークスではフランス馬シーバードに敗れたが、シーバードが出走しなかったアイリッシュダービーとキングジョージ6世&クイーンエリザベスステークスに優勝した。

## 経歴
父コートハーウェルはフランスリーディングサイアーのプリンスシュヴァリエ産駒であり、ジョッキークラブステークス、オックスフォードシャーステークスに勝利した。
母Meadow Musicはアメリカ産で、母の父トムフールでアメリカの殿堂入りした名馬である。また、2代母Miss Grilloはアルゼンチン生まれであり、アルゼンチンでダービーにあたるナシオナル大賞、ラスアラス将軍賞、ラプラタ1000ギニー、エリセオラミレス賞、アルゼンチンのオークスにあたるセレクシオン賞などに勝ち、アメリカに渡ってサンフアンカピストラーノハンデキャップ、ニューヨークハンデキャップなどに勝っている。
メドウコートはカナダ人ビジネスマンMax BellとゴールデンウエストファームのFrank McMahon、アメリカ人歌手Bing Crosbyの所有馬となった。ダンテステークス2着からダービーステークスに向かうもフランス馬シーバードに2馬身半差で子供扱いされ2着に敗れた。その後、シーバードが出走しなかったアイリッシュダービーとキングジョージ6世&クイーンエリザベスステークスに優勝した。

## 血統表
| メドウコートの血統（プリンスシュヴァリエ系/Selene S4×M5） | メドウコートの血統（プリンスシュヴァリエ系/Selene S4×M5） | メドウコートの血統（プリンスシュヴァリエ系/Selene S4×M5） | （血統表の出典）   | （血統表の出典） |
| 父 Court Harwell 黒鹿毛 1954                              | 父の父Prince Chevalier 鹿毛 1943                          | Prince Rose                                               | Rose Prince        | Rose Prince      |
| 父 Court Harwell 黒鹿毛 1954                              | 父の父Prince Chevalier 鹿毛 1943                          | Prince Rose                                               | Indolence          |                  |
| 父 Court Harwell 黒鹿毛 1954                              | 父の父Prince Chevalier 鹿毛 1943                          | Chevalerie                                                | Abbot's Speed      | Abbot's Speed    |
| 父 Court Harwell 黒鹿毛 1954                              | 父の父Prince Chevalier 鹿毛 1943                          | Chevalerie                                                | Kassala            |                  |
| 父 Court Harwell 黒鹿毛 1954                              | 父の母Neutron 栗毛 1948                                   | Hyperion                                                  | Gainsborough       | Gainsborough     |
| 父 Court Harwell 黒鹿毛 1954                              | 父の母Neutron 栗毛 1948                                   | Hyperion                                                  | Selene             |                  |
| 父 Court Harwell 黒鹿毛 1954                              | 父の母Neutron 栗毛 1948                                   | Participation                                             | Precipitation      | Precipitation    |
| 父 Court Harwell 黒鹿毛 1954                              | 父の母Neutron 栗毛 1948                                   | Participation                                             | Arabella           |                  |
| 母 Meadow Music 鹿毛 1956                                 | 母の父Tom Fool 鹿毛 1949                                  | Menow                                                     | Pharamond          | Pharamond        |
| 母 Meadow Music 鹿毛 1956                                 | 母の父Tom Fool 鹿毛 1949                                  | Menow                                                     | Alcibiades         |                  |
| 母 Meadow Music 鹿毛 1956                                 | 母の父Tom Fool 鹿毛 1949                                  | Gaga                                                      | Bull Dog           | Bull Dog         |
| 母 Meadow Music 鹿毛 1956                                 | 母の父Tom Fool 鹿毛 1949                                  | Gaga                                                      | Alpoise            |                  |
| 母 Meadow Music 鹿毛 1956                                 | 母の母Miss Grillo 栗毛 1942                               | Rolando                                                   | Tresiete           | Tresiete         |
| 母 Meadow Music 鹿毛 1956                                 | 母の母Miss Grillo 栗毛 1942                               | Rolando                                                   | Persefona          |                  |
| 母 Meadow Music 鹿毛 1956                                 | 母の母Miss Grillo 栗毛 1942                               | Cedulilla                                                 | Picacero           | Picacero         |
| 母 Meadow Music 鹿毛 1956                                 | 母の母Miss Grillo 栗毛 1942                               | Cedulilla                                                 | Consulta F-No.11-f |                  |